# Nothochrysa indigena
Nothochrysa indigena är en insektsart som beskrevs av James George Needham 1909. Nothochrysa indigena ingår i släktet Nothochrysa och familjen guldögonsländor. Inga underarter finns listade i Catalogue of Life.